# تشارلز بنجامين هوارد
تشارلز بنجامين هوارد (بالإنجليزية: Charles Benjamin Howard)‏ هو سياسي كندي، ولد في 27 سبتمبر 1885 في أوغدين في كندا، وتوفي في 25 مارس 1964 في شيربروك في كندا. حزبياً، نشط في الحزب الليبرالي الكندي. وقد انتخب عمدة وانتخب عضو مجلس الشيوخ الكندي وانتخب عضو مجلس العموم الكندي.